# 斯卡莉特·缪·詹森
斯卡莉特·缪·詹森（英語：Scarlett Mew Jensen，2001年12月31日—），英国女子跳水运动员，曾获得2023年世界游泳锦标赛女子双人3米跳板银牌，她也曾参加2020年夏季奥林匹克运动会。